# مانوئل سیلوستر
مانوئل سیلوستر (اسپانیایی: Manuel Silvestre‎؛ زادهٔ ۲ ژوئن ۱۹۶۵) بازیکن واترپلو اهل اسپانیا بود.